# Cinco de Mayo, Campeche
Cinco de Mayo är en ort i Mexiko.   Den ligger i kommunen Calakmul och delstaten Campeche, i den östra delen av landet, 1 000 km öster om huvudstaden Mexico City. Cinco de Mayo ligger 230 meter över havet och antalet invånare är 434.
Terrängen runt Cinco de Mayo är platt. Runt Cinco de Mayo är det mycket glesbefolkat, med 6 invånare per kvadratkilometer. Närmaste större samhälle är Santo Domingo, 11,3 km sydväst om Cinco de Mayo. I omgivningarna runt Cinco de Mayo växer i huvudsak städsegrön lövskog.